# Ca Mau

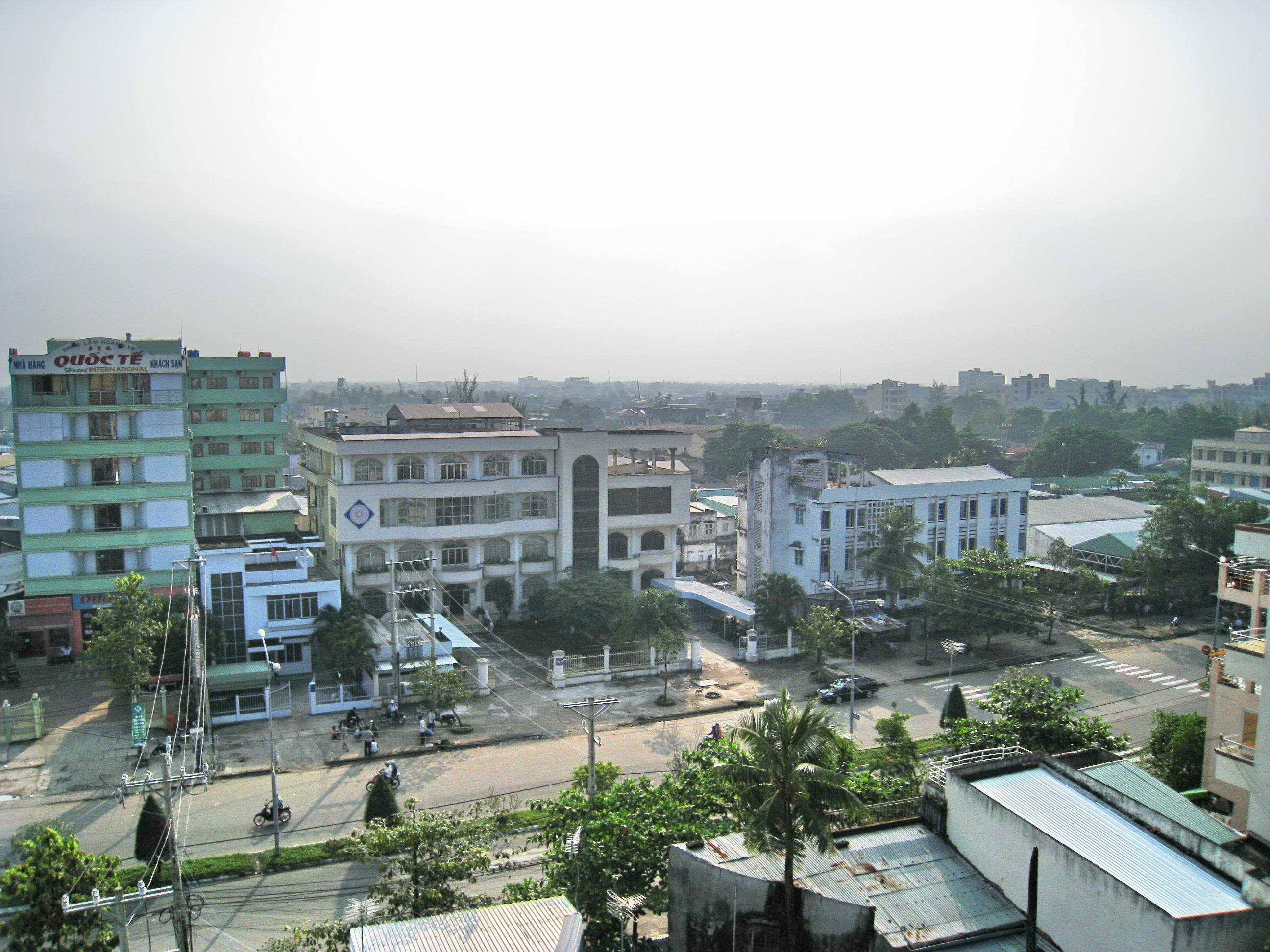
Centrala Ca Mau.

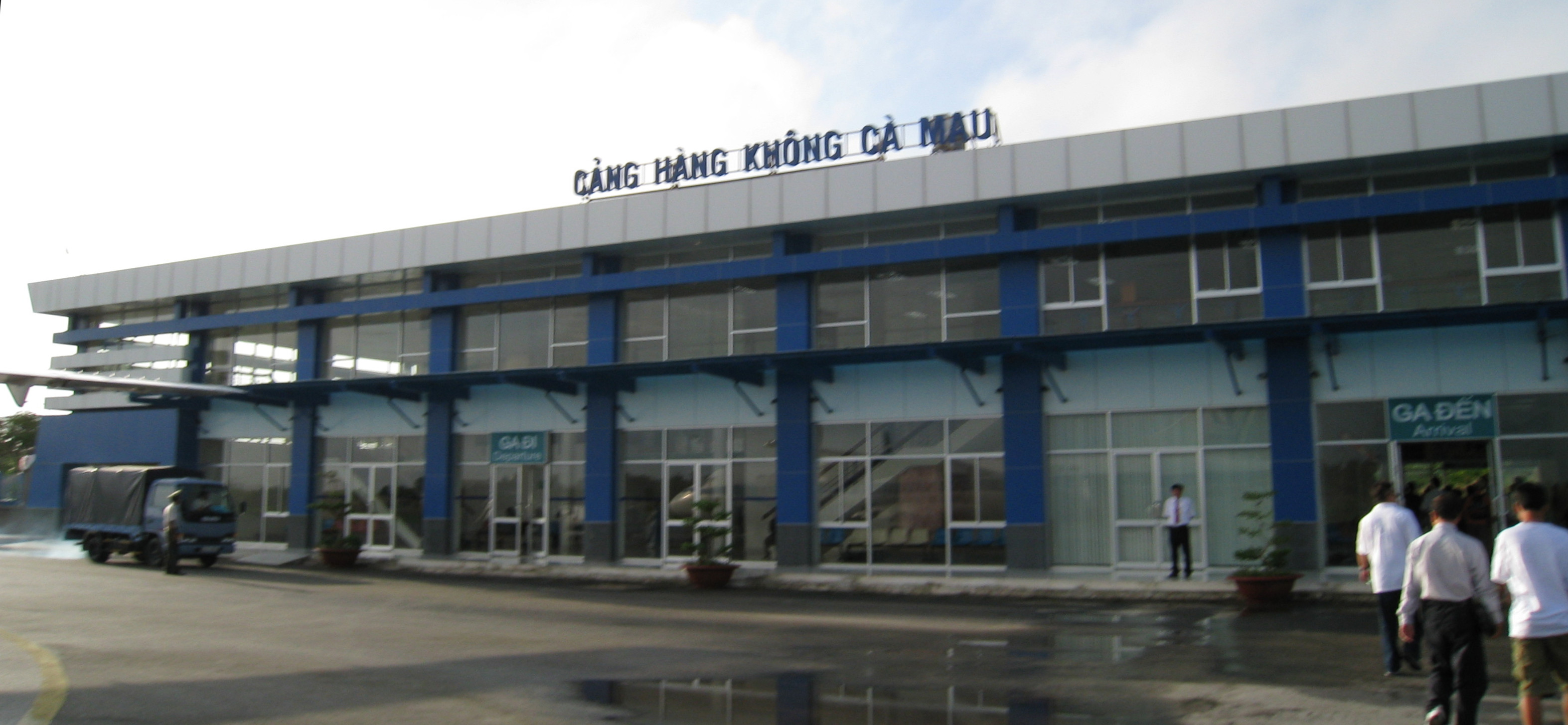
Ca Mau flygplats

Ca Mau (på vietnamesiska Cà Mau) är en stad i Vietnam och är huvudstad i provinsen Ca Mau. Folkmängden uppgick till 216 196 invånare vid folkräkningen 2009, varav 129 896 invånare bodde i själva centralorten.